# Крајслер зграда
Крајслерова зграда (енгл. Chrysler Building) је облакодер и посебан симбол Њујорка, висок 319 m, који се налази на источној страни Менхетна на раскрсници 42. улице и Лексингтон Авеније. Са својих 318,9 m висине ова структура је била највиша зграда на свету током 11 месеци пре него што ју је претекла Емпајер стејт билдинг 1931. године. Она је највиша зграда на свету направљена од цигле са челичном основом. Године 2018. Крајслерова зграда је била осма на списку највиших зграда у граду, на истом месту са зградом Њујорк Тајмса.

## Историја
Током средине 1920-их, Њујоршка метрополитенска област је надмашила Лондонску као најнасељенија метрополитенска област на свету и њена популација је прешла ниво од десет милиона до раних 1930-их. Та ера је била карактерисана дубоким друштвеним и технолошким променама. Роба широке потрошње, као што су радио, биоскоп и аутомобил - чија је употреба експоненцијално расла током 1920-их - постала је широко раширена. Године 1927, Волтер Крајслерова аутомобилска компанија, Крајслер корпорација, постала је трећи по величини произвођач у Сједињеним Државама, иза Форда и Џенерал моторса. Наредне године, Крајслер је био именован „особом године” на ранг листи Тајм магазина.
Првобитно саграђена за Крајслер Корпорацију, зграда је тренутно у заједничком власништву корпорације TMW Real Estate (75%) и Tishman Speyer Properties (25%). Крајслер зграда је била прва структура на свету која је прешла 1000 стопа у висини (305 метара). Године 1931., Емпајер стејт билдинг јој је одузела место највише зграде на свету, а тренутно је друга по висини у Њујорку.
Камен темељац је положен 19. септембра 1928. године. У време када је зграда подигнута, грађевинци Њујорка су били у мукама јаког такмичења да се сагради највиши облакодер света. Крајслер зграда је грађена просечном брзином од 4 спрата недељно и ниједан радник није умро/погинуо током изградње. Мало пре завршетка радова, зграда је била у рангу са зградом Вол стрит 40, архитекте Х. Крега Северанса. Северанс је касније додао још два спрата својој згради која је понела титулу највише зграде света (ова конструкција је изузимала „структуре“, као што је Ајфелова кула)
Не желећи да га превазиђу, архитекта Вилијам Ван Ален је тајно већ био набавио дозволу да сагради 58,4 метара висок врх, који се градио унутар зграде. Врх, сачињен од нерђајућег челика „Nirosta“, постављен је на врх зграде 23. октобра 1929. године, чинећи Крајслер зграду не само највишом зградом на свету, већ и највишом структуром на свету. Ван Ален и Крајслер су уживали ову титулу мање од годину дана, када је она припала Емпајер стејт билдингу. Крајслер зграда је отворена за јавност 27. маја 1930. године уз отварајућу церемонију. Зграда је реновирана 1978. године, када је улазна сала конструисана у граниту, мермеру и челику. Врх је доживео рестаурацију која је завршена 1995. године.

## Архитектура
Крајслер зграда је познати пример Арт деко архитектуре, а препознатљив украс куле је базиран на елементима који су се користили код Крајслер аутомобила. Углови 61. спрата су украшени орловима, репликама орнамената са хаубе Крајслер аутомобила из 1929. године. На угловима на 31. спрату налазе се реплике затварача за грејање Крајслер аутомобила из 1929. године.
Лоби је слично елегантан. Када је зграда први пут отворена, постојала је јавна галерија близу врха, која је након неколико година претворена у ресторан, али ниједан од ова два здања није могао да се опстане током Велике депресије, тако да је на том месту направљена приватна трпезарија названа Cloud Club. Највиши спратови зграде су уски са ниским, закошеним таваницама и дизајнирани су већим делом због спољашњег изгледа. Унутрашњост је била погодна једино за држање радио и друге механичке и електричне опреме.
Последњих година, Крајслер зграда је наставила да буде омиљена међу Њујорчанима. Лета 2005. године, њујоршки Музеј облакодера је замолио стотину архитеката, грађевинаца, критичара, инжењера, историчара и научника, између осталих, да одаберу омиљених 10 од 25 нових њујоршких кула. Крајслер зграда је била на првом месту, јер је преко 90% људи ставило ту зграду на њихову листу.
Препознатљив профил Крајслер зграде је инспирисао сличне облакодере широм света, укључујући One Liberty Place у Филаделфији.